# 巴拉尼夫卡 (謝苗諾夫卡區)
52°3′47″N 32°18′9″E / 52.06306°N 32.30250°E
巴拉尼夫卡（烏克蘭語：Баранівка），是烏克蘭北部的村莊，隸屬切爾尼希夫州的諾夫霍羅德-錫韋爾斯基區。該村面積0.42平方公里，海拔高度127米，2001年人口113，人口密度每平方公里269.05人。